# Witalij Czurkin
Witalij Iwanowicz Czurkin (ros. Виталий Иванович Чуркин; ur. 21 lutego 1952 w Moskwie, zm. 20 lutego 2017 w Nowym Jorku) – radziecki i rosyjski dyplomata. Od 8 kwietnia 2006 roku był stałym przedstawicielem (ambasadorem) Rosji w ONZ i w Radzie Bezpieczeństwa ONZ.

## Życiorys
W radzieckiej dyplomacji pracował od 1974 roku. W latach 1980. pracował w ambasadzie ZSRR w USA. Był następnie w latach 1989–1990 rzecznikiem prasowym MSZ, a potem naczelnikiem departamentu zarządzania informacją MSZ ZSRR. W latach 1992–1994 był wiceszefem ministerstwa spraw zagranicznych Rosji.  Potem służył jako ambasador Rosji w Belgii, Kanadzie, a także przedstawiciel łącznikowy przy NATO oraz Unii Zachodnioeuropejskiej. W 2006 r. objął stanowisko stałego przedstawiciela Rosji przy ONZ.
Zmarł nagle 20 lutego 2017 r. w szpitalu w Nowym Jorku po zasłabnięciu w swym biurze.

## Filmografia
Jako nastolatek wystąpił w filmach:
- 1966: Serce matki jako Fietko
- 1964: Siniaja tietrad' jako Kola Jemielanow

## Odznaczenia
- Order Za Zasługi dla Ojczyzny IV klasy[6]
- Order Honoru[7]